# ニツセキハウス工業
ニツセキハウス工業株式会社（ニッセキハウスこうぎょう）は、かつて存在した日本の建設会社。

## 沿革
- 1949年 - 株式会社栗原金物店として創業。
- 1961年 - 日積産業株式会社設立。
- 1972年 - 株式会社栗原金物店と日積産業株式会社が合併し、ニツセキハウス工業株式会社設立。
- 1974年 - 東京証券取引所第2部に上場。
- 1993年 - 東京証券取引所、大阪証券取引所第1部に上場。
- 1994年 - 本社を東京都渋谷区恵比寿に移転。
- 1999年 - 本社を東京都港区高輪に移転。
- 2002年10月30日 - 本社を東京都港区六本木に移転。
- 2002年10月30日 - 民事再生法適用申請。
- 2004年7月29日 - 清算結了。